# Teodósio Zticas
Teodósio (em latim: Theodosius), chamado Zticas (Zticcas) foi um rico bizantino, da classe homem ilustre (vir illustris), do século VI. Partidário dos Azuis (um dos grupos do Hipódromo de Constantinopla), foi preso e executado pelo prefeito urbano Teódoto Colocíntio em 523, no rescaldo das ações violentas da facção. Isso, de acordo com João Malalas e João de Niciu, custou a Teódoto sua deposição do ofício e um exílio para o Oriente.